# František Urvay
František Urvay (* 18. července 1945) je bývalý slovenský fotbalista, záložník a obránce. Po skončení aktivní kariéry působil jako trenér, vedl mj. ligovou Nitru a slovenskou ženskou reprezentaci.

## Fotbalová kariéra
V československé lize hrál za Jednotu Trenčín. Nastoupil v 80 ligových utkáních a dal 2 ligové góly.

## Ligová bilance
| Ročník                                     | Zápasy | Góly | Klub            |
| ------------------------------------------ | ------ | ---- | --------------- |
| 1. československá fotbalová liga 1966/1967 | 6      | 0    | Jednota Trenčín |
| 1. československá fotbalová liga 1967/1968 | 5      | 0    | Jednota Trenčín |
| 1. československá fotbalová liga 1968/1969 | 13     | 0    | Jednota Trenčín |
| 1. československá fotbalová liga 1969/1970 | 28     | 0    | Jednota Trenčín |
| 1. československá fotbalová liga 1970/1971 | 24     | 2    | Jednota Trenčín |
| 1. československá fotbalová liga 1971/1972 | 4      | 0    | Jednota Trenčín |
| CELKEM 1. liga                             | 80     | 2    |                 |

## Trenérská kariéra
- 1. slovenská národní fotbalová liga 1981/1982 – Iskra Matador Bratislava
- 1. slovenská národní fotbalová liga 1982/1983 – Iskra Matador Bratislava
- 1. československá fotbalová liga 1982/1983 – Plastika Nitra
- 1. československá fotbalová liga 1983/1984 – Plastika Nitra
- 1. slovenská národní fotbalová liga 1983/1984 – Iskra Matador Bratislava
- 1. slovenská národní fotbalová liga 1987/1988 – Spoje Bratislava-Podunajské Biskupice
- 1. slovenská národní fotbalová liga 1988/1989 – Spoje Bratislava-Podunajské Biskupice